# Prisojnik
A Prisojnik, más néven Prísank, egy 2547 m magas hegy a Júliai-Alpokban, Szlovéniában. Több megjelölt hegyi út vezet fölfelé. A legkönnyebb a Vršič felőli déli út (3 h), nehezebb a Suha Pišnica patak felől a Hanzov út mentén, a legnehezebb pedig a Kopiščar út mentén az északi sziklán át. A hegy déli oldala szelídebb.
A Prisojnikon két fennsík van: az Elülső nyugaton és a Hátsó keleten. A hátsó fennsíkon keresztül megy a Razor hegyre vezető út.
Közeli hegyi házak: Erjavčeva koča na Vršiču (1515 m), Tičarjev dom na Vršiču (1620 m) és a Koča na Gozdu (1226 m).
Az északi oldalon a sziklák egy emberi arcformát képeztek, amely a legenda szerint az Ajdai lány megkövesedett arca lenne.

## Külső hivatkozások

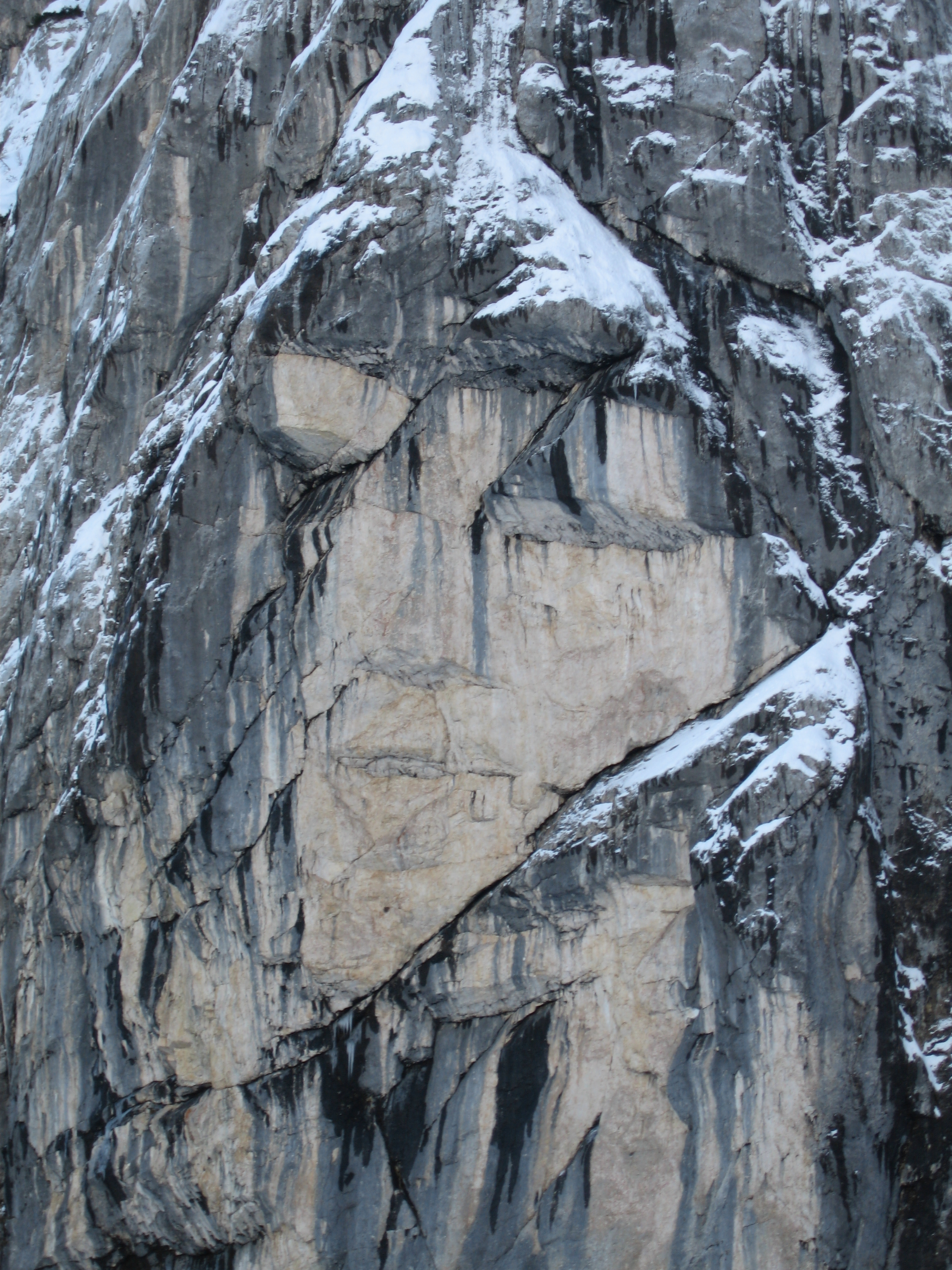
Az Ajdai lány megkövesedett arca a Prisojnik északi oldalán

- Prisojnik - Hribi.net
- Prisojnik - SummitPost.org